# Karl-Heinz Thiemann
Karl-Heinz Thiemann (* 11. August 1933 in Herbern bei Münster, Westfalen) ist ein deutscher Opernsänger (Tenor).

## Leben

### Herkunft und Ausbildung
Thiemann wurde im Münsterland geboren. Er stammt aus einer musikalischen Familie. Er war als Eisenbahnbeamter tätig und trat zunächst als Solist bei verschiedenen Gesangsvereinen auf. Er studierte dann, nach einem erfolgreichen Vorsingen, von 1956 bis 1961 im Hauptfach Gesang am Konservatorium Dortmund bei Ks. Rudolf Watzke und an der Musikhochschule Köln bei Dietger Jakob. Während des Studiums sang er bereits in Dortmund die Tenor-Partie im Verdi-Requiem in einer Aufführung von Studierenden des Konservatoriums.

### Anfangsjahre
Sein erstes Festengagement hatte er (als „Lyrischer Tenor und Zwischenfachtenor“) am Stadttheater Koblenz. Dort debütierte er 1961 als Florestan in Fidelio. In seiner ersten Spielzeit sang er dort insgesamt sechs verschiedene Fachpartien: unter anderen Alvaro in Die Macht des Schicksals, Turiddu in Cavalleria rusticana, Rinuccio in Gianni Schicchi und Ernesto in Don Pasquale. In seiner zweiten Spielzeit 1962/63 übernahm er dort unter anderem Belmonte in Die Entführung aus dem Serail (1963), erstmals Max in Der Freischütz (1963) und erstmals die Titelrolle in Lohengrin (neben Edeltraud Blanke als Elsa von Brabant). Als Max gastierte er in seiner Koblenzer Zeit auch bei den Eutiner Festspielen.
Es folgte ein weiteres Festengagement von 1965 bis 1968 als „Jugendlicher Heldentenor“ am Opernhaus Essen. Dort übernahm er jugendlich-dramatische Rollen wie die Titelrolle in Andrea Chénier und Hugo von Ringstetten in Undine.

### Festengagement am Opernhaus Nürnberg
In der Spielzeit 1965/66 gastierte Thiemann in zwei Vorstellungen (November 1965/März 1966) kurzfristig als Einspringer erstmals am Opernhaus Nürnberg, als Hoffmann in der Oper Hoffmanns Erzählungen. Daraufhin wurde er von GMD Hans Gierster als Gast für die Titelrolle in Don Carlos (Premiere: April 1966, mit Elizabeth Kingdon als Elisabeth von Valois und Janis Martin als Prinzessin Eboli) an das Opernhaus Nürnberg verpflichtet. Den Don Carlos sang er bis Mai 1967 als Gast in zahlreichen weiteren Vorstellungen dieser Produktion. Im November 1966 gastierte er am Opernhaus Nürnberg auch als Manrico in Der Troubadour. 
Ab der Spielzeit 1968/69 gehörte Thiemann dem Opernhaus Nürnberg als festes Ensemblemitglied bis zu seinem Ruhestand zum Ende der Spielzeit 1997/98 an. Er gehörte dort über Jahrzehnte zu den „Stützen des Hauses“. Thiemanns Antrittsrolle in Nürnberg war die Titelrolle in Othello (Premiere: Dezember 1968, mit Catarina Ligendza als Desdemona). Den Othello sang er später nochmals in einer weiteren Nürnberger Othello-Neuinszenierung (Premiere: April 1978; Regie: Hansjörg Utzerath; mit Johanna-Lotte Fecht als Desdemona) und auch in der Wiederaufnahme der Produktion im Dezember 1978.
Thiemann sang in Nürnberg sämtliche Fachpartien im Rollenfach des Jugendlichen Heldentenors, später nahm er zahlreiche große Heldentenor-Rollen sukzessive in sein Repertoire auf. Auch das Rollenfach des schweren Charaktertenors sang Thiemann am Nürnberger Opernhaus.
In der Spielzeit 1969/70 trat er in Nürnberg erstmals in der Rolle des Max in Der Freischütz auf (Regie: Hans-Peter Lehmann). In einer Inszenierung von Peter Beauvais übernahm er am Opernhaus Nürnberg 1980 nochmals die Rolle des Max in einer Neuinszenierung (Premiere: April 1980; Dirigent: Hans Gierster). Thiemann sang diese Rolle durchgehend bis 1986, außerdem in der Wiederaufnahme weiterhin von November 1988 bis Juni 1989. Im September 1971 sang er in Nürnberg erstmals Herodes in Salome (unter anderem mit Claudia Hellmann und Astrid Varnay als Herodias). 
Weitere Rollen Thiemanns in den 1970er Jahren waren Kaiser in Die Frau ohne Schatten (Spielzeit 1973/74; Regie: Hans-Peter Lehmann, Dirigent: Hans Gierster, mit Astrid Varnay als Amme), Dimitri in Boris Godunow (Spielzeit 1974/75; mit Dunja Vejzovic als Marina und Astrid Varnay als Schenkwirtin), Hermann in Pique Dame (Premiere: Oktober 1975; Regie: Werner Düggelin; musikalische Leitung: Hans Gierster), Prinz in Rusalka (Premiere: Dezember 1975; Regie: Bohumil Herlischka, Dirigent: Wolfgang Gayler), Tichon in Katja Kabanowa (Premiere: April 1977; Regie: Ulrich Brecht) und Wladimir in Fürst Igor (Premiere: September 1978; Regie: Giancarlo Del Monaco). 
In der Spielzeit 1978/79 sang er den Bacchus in einer Ariadne auf Naxos-Neuinszenierung. Ab Anfang 1979 sang er den Canio in mehreren Repertoirevorstellungen von Der Bajazzo, im Juni 1981 auch an der Seite von seiner langjährigen Nürnberger Bühnenpartnerin Ursula Wendt-Walther (als Nedda). In der Spielzeit 1979/80 sang er die Titelpartie in einer Don Carlos-Neuinszenierung.

### Wagner-Rollen am Opernhaus Nürnberg
Thiemann wurde am Opernhaus Nürnberg, insbesondere nach dem Ausscheiden von Sebastian Feiersinger (1975), häufig als Wagner-Tenor eingesetzt. Am Opernhaus Nürnberg galt er Jahrzehnte als „Inbegriff des Wagner-Sängers“.
In der Spielzeit 1969/70 sang er erstmals am Opernhaus Nürnberg den Lohengrin, in einer Inszenierung von Hans-Peter Lehmann; diese Rolle übernahm er später auch in der Wiederaufnahme der Produktion im Juni und Juli 1980. In der Spielzeit 1989/90 sang er nochmals den Lohengrin in einer Neuinszenierung von Ernst A. Klusen, als Hausbesetzung neben Thomas Sunnegardh, wo er im Mai 1991 auch letztmals als Lohengrin auftrat. Im Mai 1971 war Thiemann am Opernhaus Nürnberg erstmals als Walter von Stolzing in der Oper Die Meistersinger von Nürnberg (Regie: Hans-Peter Lehmann; Wiederaufnahme 1981) zu hören. Von 1986 bis 1989 übernahm er dann nochmals den Stolzing (als Hausbesetzung neben Wolfgang Fassler in einer Meistersinger-Neuinszenierung von Heinz Lukas-Kindermann; Premiere: November 1986). Seinen letzten Stolzing sang er im Mai 1989.
Im Dezember 1977 sang er erstmals Erik in Der Fliegende Holländer (Dirigent: Hans Gierster; Regie: Luca Ronconi; bei dessen ersten Regie-Debüt in Deutschland). Die Rolle des Erik übernahm er später nochmals in der Spielzeit 1992/93 in einer weiteren Holländer-Neuproduktion, ab April 1993 neben Bent Norup in der Titelrolle; ebenso in den Wiederaufnahmen in den Jahren 1994 und 1996. Im April 1994 sang er den Erik auch in der Abschiedsvorstellung der Nürnberger Sopranistin Ursula Wendt-Walther. Im Juli 1996 trat er zuletzt als Erik auf.
1978 übernahm er den Loge in Das Rheingold (Premiere: Juli 1978; Regie: Hansgünther Heyme, Dirigent: Hans Gierster) im danach aus Kostengründen abgebrochenen Nürnberger Ring-Zyklus. Im Februar 1983 sang er erstmals die Titelrolle in Parsifal (Regie: Gert Westphal; musikalische Leitung: Hans Gierster). Im Oktober 1983 debütierte er als Siegmund in Die Walküre (Premiere: Oktober 1983;  Regie: Gerhard Klingenberg; musikalische Leitung: Hans Gierster).
Die großen Heldentenor-Rollen im Wagner-Fach erarbeitete Thiemann im späteren Verlauf seiner Karriere am Opernhaus Nürnberg unter dem Dirigenten Christian Thielemann: die Titelrollen in Tannhäuser (Premiere: Oktober 1990; bis Dezember 1991) und Tristan und Isolde (Premiere: März 1992; zuletzt im Juni 1993). Thielemann setzte in seiner Zeit als GMD in Nürnberg Thiemann in zahlreichen großen Hauptpartien ein, insbesondere in Opern von Richard Wagner, Richard Strauss und Hans Pfitzner.

### Einsatz für die Moderne
Thiemann übernahm während seiner Karriere immer wieder auch Partien aus dem Bereich der Moderne. Der Musik des 20. Jahrhunderts galt dabei sein besonderes Interesse. Auch in seiner Wortdeutlichkeit und Gestaltungskraft zeigte sich Thiemanns starke Affinität zur Musik der Moderne.
In der Spielzeit 1970/71 (Premiere: Dezember 1970) sang Thiemann den Aron in Moses und Aron. In Kritiken wurde Thiemanns „ariose Eloquenz“ hervorgehoben. Er wurde in seiner Interpretation des Aron als „sehr ausdrucksstark singender Tenor“ charakterisiert. In der Spielzeit 1970/71 sang er den Kardinal Albrecht von Brandenburg in Mathis der Maler (Regie: Hans-Peter Lehmann; Premiere: April 1971). Im April 1972 wirkte er in der Nürnberger Erstaufführung des szenischen Oratoriums Das Floß der Medusa von Hans Werner Henze mit. Im Juni 1975 gastierte er in dieser Produktion mit dem Ensemble der Nürnberger Oper im Rahmen des Maggio Musicale im Teatro Comunale in Florenz. In der Spielzeit 1973/74 sang er den Offizier in der Premierenproduktion der Cardillac-Urfassung. Im Juni 1974 gehörte er als Desportes zur Besetzung der Nürnberger Erstaufführung der Oper Die Soldaten (Dirigent: Hans Gierster, Regie: Hans-Peter Lehmann). In der Spielzeit 1974/75 sang er den Tambourmajor in einer Neuinszenierung von Wozzeck (Regie: Hansgünther Heyme). In der Spielzeit 1976/77 sang er den Alwa in einer Lulu-Neuniszenierung (Premiere: Juli 1977, Regie: Hansgünther Heyme).
Im Oktober 1980 übernahm er die umfangreiche, schwierige Partie des Görge in der Uraufführung der Oper Der Traumgörge von Alexander Zemlinsky. 1982 sang er in der Nürnberger Erstaufführung der Oper Lear (Premiere: März 1982) die Rolle des Edmund. Den Edmund „charakterisierte Thiemann mit zynisch schneidenden Tönen“. Im Dezember 1982 folgte der Oedipus in Oedipus Rex (Premiere: Dezember 1982; mit Gail Gilmore als Iokaste). In der Nürnberger Erstaufführung der Oper Baal (Premiere: Juni 1984) von Friedrich Cerha war er als Fabrikant Mech zu hören. 1985 sang er den Diener Jean in der Nürnberger Erstaufführung (Premiere: Januar 1985, Kammerspiele Nürnberg) der Oper Fräulein Julie von Antonio Bibalo. 1986 übernahm er die Titelrolle in der Uraufführung der Oper Satyros von Andreas Nick (Premiere: Juni 1986; Nürnberg, Katharinenruine Nürnberg). 1988 war er der Hans (Gregors Bruder) in der Uraufführung der Oper Über die Dörfer von Walter Zimmermann, neben Martha Mödl (Premiere: Juni 1988).

### Premierenrollen seit 1980
Weitere Premierenrollen Thiemanns in den 1980er Jahren waren unter anderem: Graf Elemer in Arabella (Premiere: Dezember 1980; Inszenierung: Hans Neugebauer, Dirigent: Hans Gierster), Florestan (Premiere: Dezember 1981, Regie: Hans Neugebauer; Dirigent: Hans Gierster, neben Gerlinde Lorenz und Johanna-Lotte Fecht als Leonore; im Mai 1984 in einer Galavorstellung mit Jeannine Altmeyer und Ks. Gerd Feldhoff) und Lord Arturo Bucklaw in Lucia di Lammermoor (Inszenierung: Gilbert Deflo; Premiere: April 1983; im Juni 1983 auch in einer Galavorstellung am Opernhaus Nürnberg mit José Carreras). 
In der Spielzeit 1985/86 sang er erneut den Bacchus in einer Ariadne auf Naxos-Neuinszenierung (Regie: Heinz Lukas-Kindermann; Premiere: Mai 1986; im Juni 1986 in einer Gala-Vorstellung mit Janis Martin). In der Spielzeit 1986/87 folgte der Aegisth in Elektra (Regie: Heinz Lukas-Kindermann, Premiere: Mai 1987; Wiederaufnahme Juli 1988) in Hans Giersters letzter Nürnberger Opernpremiere. 
Außerdem übernahm er als Premierenrollen den Räuberhauptmann Falsacappa in Die Banditen (Premiere: Juli 1987), den Wirt in Der Rosenkavalier (Regie: Heinz-Lukas-Kindermann; Dirigent: Christian Thielemann; Premiere: Oktober 1987; Wiederaufnahme: Dezember 1989; im März 1989 in einer Galavorstellung mit Gwyneth Jones; letztmals im April 1991, mit dem stets sicherem hohen B bei der Stelle „Ihre hochfürstliche Gnaden, die Frau Fürstin Feldmarschall“ im 3. Aufzug) und den Schulmeister in Das schlaue Füchslein (Regie: Heinz Lukas-Kindermann; Dirigent: Wolfgang Gayler; Premiere: Dezember 1987, bis Ende Spielzeit 1987/1988).
In der Eröffnungspremiere der Spielzeit 1988/89 sang Thiemann die Titelrolle in Palestrina (Premiere: Oktober 1988; Wiederaufnahme: April 1989; Regie: Hansjörg Utzerath; musikalische Leitung: Christian Thielemann).
Es folgten Herodes in Salome (Premiere: Januar 1990; Regie: Wilfried Minks; Dirigent: Christian Thielemann; zuletzt März 1993), Agrippa von Nettesheim in Der feurige Engel (Dirigent: Eberhard Kloke; Premiere: März 1994), Alfred in Die Fledermaus (Premiere: Dezember 1994; zuletzt im Dezember 1997), die Titelrolle in dem Oratorium Belsazar von Händel (Premiere: Juni 1995, im Stadttheater Fürth), nochmals Aegisth in Elektra (Premiere: Dezember 1995; Dirigent: Eberhard Kloke; Bühnenbild und Regie: Rosalie; zuletzt im Dezember 1997). 
In der Spielzeit 1996/97 übernahm er die Buffo-Rolle des Schweinezüchters Koloman Zsupan in Der Zigeunerbaron-Neueinstudierung (Premiere: Dezember 1996), die er im Dezember 1997 auch in der Silvestervorstellung sang. Thiemanns letzte Premiere als festes Ensemblemitglied war in der Spielzeit 1997/98 der Siegfried in der Operette Die lustigen Nibelungen, in einer Produktion des Opernhauses Nürnberg im Dehnberger Hoftheater (Regie: Wulf Konold; Premiere: Februar 1998).
Außerdem sang er (als Alternativ- und Zweitbesetzung): Canio in Der Bajazzo (März 1989–April 1990; Dirigent: Christian Thielemann) und Eléazar in Die Jüdin (Juni 1994–April 1996). Die Rolle des Eléazar übernahm Thiemann ab der dritten Vorstellung von Ks. Wolfgang Millgramm. Er sang daraufhin mit großem Erfolg alle weiteren Aufführungen bis Juli 1995. In der Wiederaufnahme im Februar 1996 übernahm Thiemann erneut die Rolle des Eléazar; er sang in drei der fünf Vorstellungen der Aufführungsserie.

## Gastspiele
Thiemann gastierte seit Mitte der 1960er Jahre regelmäßig an verschiedenen Opernhäusern in Deutschland und gab Gastspiele in zahlreichen europäischen Musikzentren.
Er trat unter anderem an den nachfolgenden Bühnen auf: Hamburgische Staatsoper (1965 als Matteo in Arabella; 1967 als Maler in Lulu neben Anneliese Rothenberger; in den 1970er Jahren als Herodes in der Wiederaufnahme von Salome, neben Gwyneth Jones und Bernd Weikl; später auch als Kaiser neben Franz Ferdinand Nentwig als Barak), Deutsche Oper Berlin (Maler in Lulu neben Evelyn Lear; Herodes in Salome neben Ursula Schröder-Feinen; 1972 als Aron in einer Festvorstellung zum 60. Geburtstag von Ks. Josef Greindl), Berliner Staatsoper in Ost-Berlin (März 1979; als Kaiser; Dirigent: Ernst Märzendorfer), Deutsche Oper am Rhein (Prinz/Rusalka; Florestan, Walther von Stolzing), Staatsoper Stuttgart (Spielzeit 1967/68, als Matteo; später auch als Aegisth bei einem Gastspiel der Nürnberger Oper), Staatstheater Hannover (Spielzeit 1967/68 in insg. 15 Aufführungen als Ritter Hugo von Ringstetten in Undine; Spielzeit 1974/75 als Kaiser), Badisches Staatstheater Karlsruhe (erstmals Spielzeit 1964/65 als Florestan; später dort 1967/68 als Hugo, 1975 als Prinz in Rusalka, als Kaiser in der Spielzeit 1978/79 mit Christof Prick als Dirigent sowie als Walther von Stolzing), Staatstheater Wiesbaden (Lohengrin, Herodes), Staatstheater Darmstadt (Spielzeit 1978/79 als Canio), Bayerische Staatsoper (April 1971; Gastspiel der Nürnberger Oper mit Moses und Aron) und Opernhaus Kiel (Spielzeit 1986/87 als Bacchus). Bei den Internationalen Maifestspielen gastierte er 1979 als Herodes in Salome, mit Karan Armstrong (Titelpartie) und Bernd Weikl (Jochanaan) als Partnern.
An der Wiener Staatsoper war er als Cover für Sven-Olof Eliasson für die Neuinszenierung von Moses und Aron (Spielzeit 1973/74; WA 1976) engagiert.
Bei den Festwochen in Nizza sang er 1965 den Matteo in Arabella neben Melitta Muszely (Titelpartie) und Ruth-Margret Pütz (als Zdenka). Er gastierte in Rom (Juni 1971, konzertante Aufführung der Oper Salome, Dirigent: Zubin Mehta), Mailand (konzertante Aufführung der Oper Moses und Aron mit Josef Greindl), Triest (Teatro Comunale Trieste, Januar 1971 als Maler in Lulu mit Maria Michels in der Titelrolle), Barcelona (1967 als Maler in Lulu; später, in den 1970er Jahren als Walther von Stolzing), Bilbao (konzertante Aufführung 1. Akt Die Walküre und 3. Akt Lohengrin) und Bukarest (als Lohengrin; Anfang der 1970er Jahre in der ersten vollständigen Wagner-Aufführung in Rumänien seit dem Zweiten Weltkrieg).
1977 gastierte er in den USA, als Walther von Stolzing in Die Meistersinger von Nürnberg in Portland bei der Portland Summer Opera; seine deutschsprachigen Partner in einer sonst amerikanischen Besetzung waren Manfred Schenk als Hans Sachs und Klaus Hirte als Beckmesser.
Im Dezember 1992/Januar 1993 trat er in Antwerpen an der Flämischen Oper (De Vlaamse Opera) in einer musikalischen Neueinstudierung der Oper Elektra als Aegisth auf. Er „kreierte den Aegisth mit intakten Heldentenor und hatte damit manchen Kollegen in dieser Partie viel voraus.“

## Konzertrepertoire
Schwerpunkt der Sängerkarriere Thiemanns war die Oper; er übernahm jedoch regelmäßig auch Konzertpartien.
Zu seinem Repertoire gehörten: 9. Sinfonie (Dortmund, Koblenz, Frankfurt am Main, zuletzt im Januar 1996 in Nürnberg), Das Lied von der Erde (April 1971 in Triest, mit Maureen Forrester; Dirigent: Hans Gierster; Nürnberg) und Die Jakobsleiter (1975; Florenz im Rahmen des Maggio Musicale und Nürnberg; Dirigent: Hans Gierster).
1971 sang er in Nürnberg in der Europäischen Erstaufführung der Kosmogonia für Soli (Sopran, Tenor, Bass), gemischten Chor und Orchester von Krzysztof Penderecki (mit Sonja Poot, Sopran; Kurt Moll, Bass). Im April 1998 interpretierte er in einem Konzert des Hans-Sachs-Chors Nürnberg von Heinrich Schütz die Musikalischen Exequien. Im Dezember 1998 war er Solist bei einem vorweihnachtlichen Konzert in der St.-Andreas-Kirche in Kalchreuth; er sang unter anderem Lieder von Richard Trunk und Peter Cornelius

## Ruhestand
Thiemann schied zum Ende der Spielzeit 1997/98 im Juli 1998 altersbedingt aus dem Nürnberger Ensemble aus. Er wurde zum Ehrenmitglied des Opernhauses Nürnberg ernannt. Damit wurde auch das langjährige Engagement Thiemanns als Vorsitzender des Personalrats und Obmann der Deutschen Bühnengenossenschaft (Genossenschaft Deutscher Bühnen-Angehöriger GDBA) gewürdigt.
Danach trat er noch weiterhin als Gast am Opernhaus Nürnberg auf: in der Wiederaufnahme der Operette Die lustigen Nibelungen im Oktober 1998 (erneut im Dehnberger Hoftheater), als Leutnant in Doktor Faust (Spielzeit 1998/99, Premiere: November 1998; bis Juni 1999) und als Ulrich Eißlinger in Die Meistersinger von Nürnberg (Premiere: April 2000; Wiederaufnahme: Juni 2004). Im Juli 2004 stand er als Ulrich Eißlinger zum letzten Mal auf der Bühne des Nürnberger Opernhauses. Seinen letzten öffentlichen Auftritt als Sänger am Opernhaus Nürnberg hatte Thiemann im März 2006 im Rahmen der Veranstaltungsreihe „Das rote Sofa“ im Gluck-Saal des Opernhauses; er sang mit Klavierbegleitung das Lied „Zueignung“ von Richard Strauss.
Thiemann ist seit 1963 mit einer gebürtigen Sauerländerin verheiratet und Vater von zwei Töchtern. Das Ehepaar lebt, mittlerweile weitgehend zurückgezogen, seit 1974 in Kalchreuth bei Nürnberg.

## Tondokumente
Im Juni 1971 sang Thiemann in Rom in einer konzertanten Aufführung den Herodes in der Oper Salome; seine Partner waren Montserrat Caballé (Titelrolle) und Zubin Mehta  (Dirigent). Die Aufnahme wurde von der RAI Rom mitgeschnitten und später auf CD veröffentlicht.
Die Premiere der Oper Doktor Faustus, mit Thiemann in der kleinen Rolle des Leutnants, wurde im November 1998 im Hörfunkprogramm des Bayerischen Rundfunks ausgestrahlt und live auf arte übertragen. Im Februar 1999 wurde Doktor Faustus vom Bayerischen Rundfunk aufgezeichnet und im Bayerischen Fernsehen ausgestrahlt.
Es existieren von Thiemann außerdem Live-Mitschnitte aus dem Opernhaus Nürnberg (Meistersinger, Parsifal, Tannhäuser, Tristan, Palestrina) sowie Privataufnahmen.